# Aeroportul Internațional Exeter
Aeroportul Internațional Exeter (IATA: EXT, ICAO: EGTE) este un aeroport din South West England, Anglia, Regatul Unit ce deservește zona Exeter. Aeroportul a fost tranzitat în 2022 de 382.198 de pasageri. A fost deschis în 1937 și numit după zona deservită.
Situat la o altitudine de 31 m, aeroportul dispune de 1 pistă.

## Infrastructură

### Piste
Aeroportul dispune de o singură pistă. Pista 08/26 are suprafața de asfalt și dimensiunile 2.076 m × 45 m. 